# Wołodymyr Bojczenko
Wołodymyr Mychajłowycz Bojczenko, ukr. Володимир Михайлович Бойченко, ros. Владимир Михайлович Бойченко, Władimir Michajłowicz Bojczienko (ur. 1 stycznia 1939, zm. w czerwcu 2018) – ukraiński piłkarz, grający na pozycji obrońcy lub pomocnika, trener piłkarski.

## Kariera piłkarska
W 1960 rozpoczął karierę piłkarską w klubie Awanhard Łuck. W 1962 przeniósł się do Awanhardu Sumy, który po roku zmienił nazwę na Spartak Sumy. W 1967 roku zakończył karierę piłkarza.

## Kariera trenerska
Po zakończeniu kariery piłkarskiej rozpoczął pracę szkoleniowca. W czerwcu 1996 pełnił obowiązki głównego trenera klubu Ahrotechserwis Sumy.